# چلتنهام، نیوزیلند
| (Hauraki Gulf) | Vauxhall            | Vauxhall            |
| (Hauraki Gulf) | چلتنهام             | Devonport           |
| (North Head)   | (Waitematā Harbour) | (Waitematā Harbour) |

چلتنهام (به لاتین: Cheltenham) یک حومه شهر در نیوزیلند است که در منطقه آوکلند واقع شده‌است. چلتنهام ۲٬۰۱۳ نفر جمعیت دارد.